# Cristianesimo in Somalia
Il cristianesimo in Somalia è una religione fortemente minoritaria, dato che il 99% della popolazione è di religione islamica. Attualmente la Somalia, politicamente instabile, è uno dei Paesi meno tolleranti verso il cristianesimo: nel Paese non esistono più chiese cristiane ed è vietata la propagazione di qualsiasi religione diversa dall'islam, per cui i missionari cristiani non sono ammessi.

## Storia
Il Paese ha vissuto un episodio di evangelizzazione alla fine del XIX secolo, spinto da una missione cattolica francese e da una missione luterana svedese. La penetrazione del cristianesimo è stata contestata all'inizio del XX secolo dal movimento derviscio guidato da Mohammed Abdullah Hassan.
Durante la colonizzazione italiana, tra il 1889 e il 1941, i cristiani erano principalmente coloni e militari italiani, per lo più cattolici. Erano circa 50.000 nel 1939, per lo più concentrati a Mogadiscio e Merca. In questo periodo, le istituzioni religiose hanno accompagnato l'occupazione italiana.
Durante l'amministrazione fiduciaria italiana della Somalia, tra il 1950 e il 1960, i cristiani scesero a 25.000, principalmente italiani. Dopo l'indipendenza del Paese, il governo militare di Siad Barre, salito al potere nel 1969, ha confiscato scuole e ospedali dei missionari cristiani. Nel 1983 il numero dei cristiani era sceso a circa 10.000 individui, ancora costituiti prevalentemente da cittadini italiani. 
Nel 1991 il numero dei cristiani era sceso a 3.000. Con la caduta di Siad Barre e l'inizio della guerra civile, cominciò una persecuzione contro i cristiani. Tra il 1996 e il 2006, più di 500 cristiani somali sono stati uccisi e le tombe cristiane sono state vandalizzate. Nel 2003 Sheikh Nur Barud, dirigente del movimento islamico Kulanka Culimada, ha invitato gli islamisti ad uccidere i cristiani somali. Nel 2009 erano rimasti in Somalia solo 5 cristiani italiani, per lo più suore della Chiesa cattolica. Negli anni 2010, i membri di Al-Shabaab hanno chiesto l'uccisione di tutti i cristiani in Somalia.

## Situazione attuale
La costituzione federale provvisoria della Somalia, promulgata nel 2012, stabilisce che l'islam è la religione di Stato, ma concede ai cittadini il diritto di praticare la propria religione, vietando tuttavia la propagazione di qualsiasi religione diversa dall'islam. La libertà di religione prevista dalla costituzione federale per i non musulmani è tuttavia teorica, perché la maggior parte del Paese oltre la capitale Mogadiscio rimane fuori dal controllo diretto del governo federale ed è governato dagli Stati membri federali, che tuttavia non hanno il pieno controllo del territorio; in molte zone operano infatti gruppi terroristici salafiti come Al-Shabaab. La cattedrale di Mogadiscio è stata distrutta nel 2008 e non esistono più chiese cristiane, per cui i cristiani somali si riuniscono segretamente in luoghi sotterranei. Oggi il numero dei cristiani somali è stimato tra i 1000 e i 2000 individui. Si dice che essi siano concentrati principalmente nel sud del Paese, soprattutto a Mogadiscio e dintorni. Sono tutti indigeni o locali, principalmente di etnia Bantu, e parlano somalo. I cristiani somali sono per lo più cattolici, ma vi sono anche appartenenti alla Chiesa ortodossa etiope.
La maggior parte dei cristiani presenti in Somalia è tuttavia costituita da lavoratori stranieri residenti, che per paura dei terroristi islamici si riuniscono segretamente nelle case private per pregare; fra questi cristiani è presente anche una percentuale di protestanti.
Dal 2013 non ci sono quasi italiani in Somalia , tranne quelli accreditati dall'Ambasciata d'Italia a Mogadiscio.